# Post Orgasmic Chill
Post Orgasmic Chill è il terzo album in studio del gruppo musicale britannico Skunk Anansie, pubblicato il 22 marzo 1999 dalla Virgin Records.

## Tracce
1. Charlie Big Potato – 5:32
2. On My Hotel T.V. – 3:34
3. We Don't Need Who You Think You Are – 4:21
4. Tracy's Flaw – 4:30
5. The Skank Heads – 3:11
6. Lately – 3:53
7. Secretly – 4:45
8. Good Things Don't Always Come to You – 5:25
9. Cheap Honesty – 3:47
10. You'll Follow Me Down – 4:01
11. And This Is Nothing That I Thought I Had – 3:04
12. I'm Not Afraid – 4:48

Traccia bonus nell'edizione giapponese
1. Post Orgasmic Sleep – 5:17

## Formazione
- Skin – voce, theremin, vibrafono
- Ace – chitarra elettrica e acustica
- Cass Lewis – basso elettrico e acustico, programmazione
- Mark Richardson – batteria, percussioni

## Classifiche
| Classifica (1999) | Posizione massima |
| ----------------- | ----------------- |
| Austria           | 6                 |
| Belgio (Fiandre)  | 6                 |
| Belgio (Vallonia) | 25                |
| Finlandia         | 12                |
| Francia           | 19                |
| Germania          | 5                 |
| Italia            | 2                 |
| Norvegia          | 8                 |
| Nuova Zelanda     | 27                |
| Paesi Bassi       | 10                |
| Regno Unito       | 16                |
| Svezia            | 31                |
| Svizzera          | 10                |